# Битва при Томашові

Загальна обстановка на Східному фронті. Літо-осінь 1914

Битва при Томашові також Битва при Комарові (нім. Schlacht von Komarów) — битва між військами 4-ї армії австро-угорських військ та російською імператорською 5-ю армією в районі польського міста Томашів в ході стратегічної Галицької битви на Східному фронті за часів Першої світової війни.

## Історія

### Передумови
Відповідно до передвоєнних планів з початком збройного конфлікту з царською Росією Австро-Угорщина мала у взаємодії з Німецькою імперією почати сумісну наступальну операцію у Польщі. Гельмут фон Мольтке та Франц граф Конрад фон Гетцендорф планували завдати удар по виступу, що утворився після приєднання Польщі до Російської імперії силами армій фон Гетцендорфа, що мали просуватися до Південної Польщі, а дві німецькі армії мали наступати з Сілезії у загальному напряму на Варшаву.
Однак, через переробку плану Шліффена начальником німецького Генерального штабу генерал-полковником фон Мольтке, дві німецькі армії, призначені для цього нападу, були передислоковані на Західний фронт для посилення своєї оборони в Ельзасі-Лотарингії. Утім, незважаючи на кардинальну зміну замислу плану, фон Мольтке просив Гетцендорфа провести запланований наступ, попри відсутність німецької допомоги. Співвідношення сторін були не на користь Австро-Угорщини, але у монархії було мало вибору, якщо Відень не діятиме, росіяни, швидше за все, увірвуться до Сілезії і війна врешті буде програна. Отже, з початком війни 1-ша австро-угорська армія Віктора Данкля добре розпочала операцію битвою біля Красника, й ініціатива перейшла до 4-ї армії Моріца фон Ауффенберга, що діяв праворуч.

### Битва
4-та австро-угорська армія генерала від інфантерії Моріца фон Ауффенберга складалася з трьох корпусів — 2-го, 6-го й 9-го — та нараховувала 12 піхотних дивізій і 3 кавалерійські дивізії. Це об'єднання очолювалося досвідченими та енергійними генералами та офіцерами і загалом армія мала значний бойовий потенціал для ведення бойових дій, що вона і довела протягом перших місяців війни.

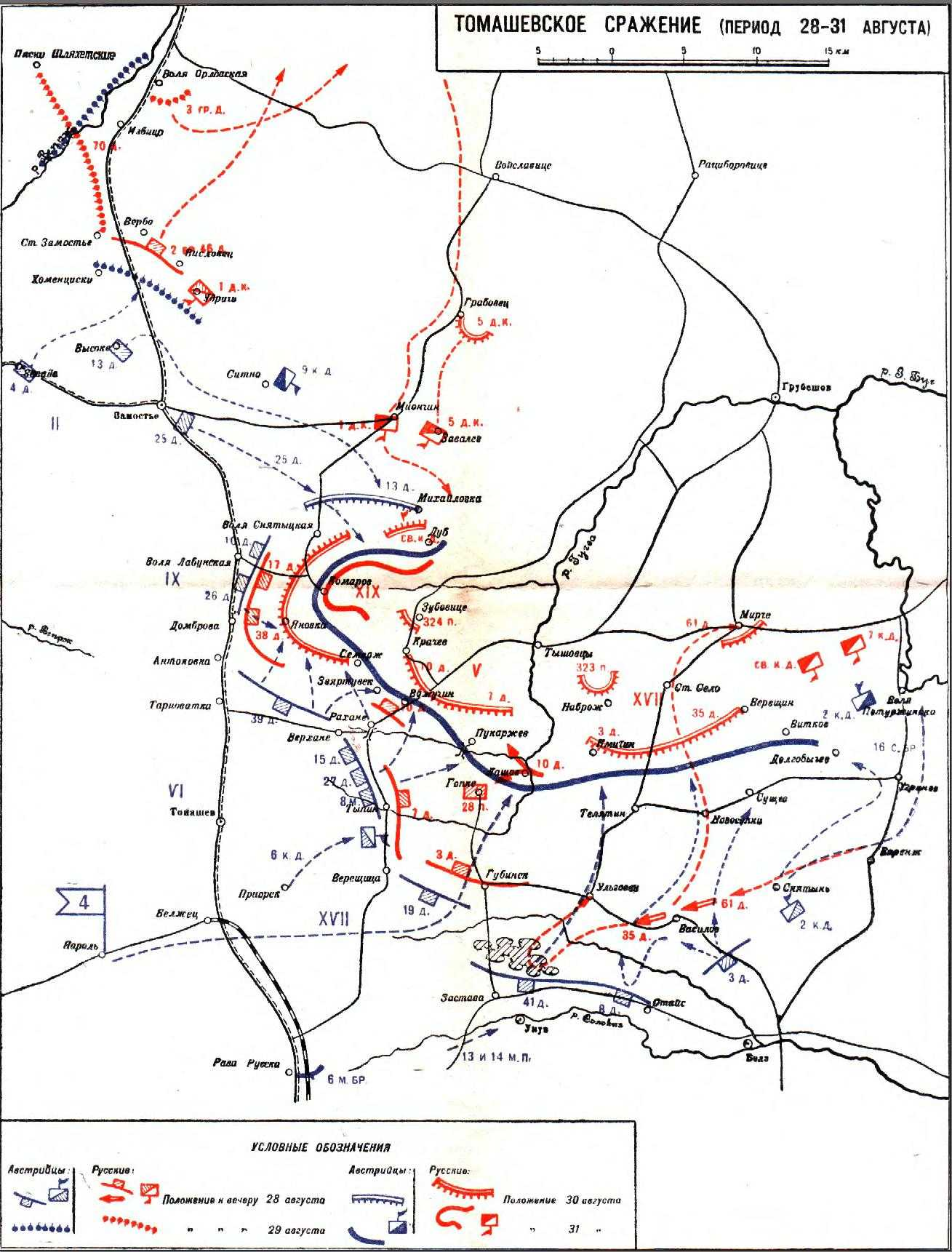
Томашівська битва. Серпень-вересень 1914 року

5-та російська армія генерала від кавалерії Плеве П. А., що входила до сил Південно-Західного фронту, мала у своєму складі чотири армійські корпуси — 25-й, 19-й, 5-й та 17-й, і за чисельністю переважала австро-угорські війська, що їй протистояли. Втім, на відміну від противника, більшість формувань російської армії були піхотними, тоді як в армії Моріца фон Ауффенберга левову долю становили кінні з'єднання. До того ж, російська армія страждала через постійні перебої з поставками продовольства, боєприпасів, майна тощо.
26 серпня австро-угорська армія в розгорнутому строю організовано перейшла в наступ і з ходу потужним клином урізалися в російські бойові порядки. У той час армія генерала Плеве П. А. проводила удар у фланг і тил австро-угорських військ, що атакували сусідню 4-ту армію. Виконання цього завдання призвело до того, що два правофлангових корпуси 5-ї армії, 25-й і 19-й, вступили у зустрічне зіткнення в районі Замостя і Комарова з 8 піхотними і 1,5 кавалерійські дивізії 2-го, 9-го і 6-го австрійських корпусів. 5-й і 17-й російські корпуси могли підійти до району бойових дій не раніше ніж через 2—3 дні. Правий фланг 5-ї армії фон Плеве, який вже був дещиця зім'ятий поразкою російської 4-ї армії в битві під Красником кілька днів раніше, і, попри доволі швидку реакцію на загрозу флангового удару, не міг нічого зробити, ніж виступити проти ворога, що його переважав.
26 і 27 серпня 25-й російський корпус, охоплений з обох флангів переважаючими силами 6 австрійських дивізій, вів запеклі бої. До вечора 27 серпня під тиском сил противника 25-й корпус почав безладно відходити на Красностав і відірвався на 25 км від 19-го корпусу.
19-й корпус продовжував рух на південний захід, але був зупинений зустрічним ударом 6-го австрійського корпусу. Після двох днів важких боїв у районі ґміна Тарнаватка, 19-й корпус був змушений відійти на північ до Комарова.
До вечора 27 серпня розрив між 19-м і 5-м корпусами доходив вже до 15 км. Водночас 17-й корпус знаходився під загрозою флангового удару з боку 14-го австрійського корпусу та 2-ї кавалерійської дивізії, які 27 серпня вийшли на річку Солокія на ділянці від Крістинополя до Унува.
28 серпня австрійське командування направило свої основні сили на розгром 19-го корпусу у Комарова, намічаючи охоплення його обох флангів. Для реалізації цього задуму, австрійці відвели від Замостя 13-ту і 25-ту дивізії 2-го корпусу, щоб охопити 19-й російський корпус з півночі. Із заходу на позиції 19-го корпусу вів наступ 9-й австрійський корпус, а 6-й австрійський корпус охоплював розташування 19-го російського корпусу з півдня. Для удару в тил 19-му російському корпусу на захід від Лащова була спрямована 15-та дивізія.
Утім, 19-й корпус під командуванням генерала від інфантерії В. Н. Горбатовського, вміло проводячи контратаки, зміг утримати свої позиції, а 5-й корпус, вийшовши у фланг і тил 15-й австрійської дивізії, оточив її й захопив у полон близько 4000 солдатів і офіцерів і 22 гармати, тим самим забезпечивши стійкість 19-го корпусу.
17-й російський корпус був атакований у фланг і розбитий 14-м австрійським корпусом, втративши 58 гармат і 5000 полонених. Він був відкинутий майже на перехід на північ у район Старого Села.
29 серпня австрійці, розгорнувши 12 піхотних і 2 кавалерійські дивізії, продовжили тіснити 25-й корпус і, вийшовши в обхід його правого флангу, зайняли 30 серпня Красностав. На південній ділянці фронту 5-ї армії особливо складне становище склалося на ділянці 19-го і 5-го корпусів, яких атакували сили 3-х австро-угорських корпусів.
До 31 серпня австро-угорці успішно просувалися по всьому фронтові і завдали значних втрат росіянам, взявши приблизно 20 000 полонених, що було величезною кількістю на перший місяць війни. Ці в'язні були одними з найкращих кадрових солдатів Росії. Призовникам, які поповнювали лави російських збройних сил у наступні місяці та роки війни, бракувало належної підготовки і вони були набагато менш готові до бою.